# Yungia
Yungia is een geslacht van platwormen uit de familie van de Pseudocerotidae.

## Soorten
- Yungia aurantiaca (Delle Chiaje, 1822)
- Yungia dicquemari (Risso, 1818)